# Dun-sur-Auron
Dun-sur-Auron là một xã thuộc tỉnh Cher trong vùng Centre-Val de Loire miền trung Pháp.

## Dân số
| 1962                                | 1968 | 1975 | 1982 | 1990 | 1999 | 2006 |
| ----------------------------------- | ---- | ---- | ---- | ---- | ---- | ---- |
| 3982                                | 3995 | 4154 | 4238 | 4261 | 4013 | 3821 |
| Từ năm 1962 Dân số không tính trùng |      |      |      |      |      |      |

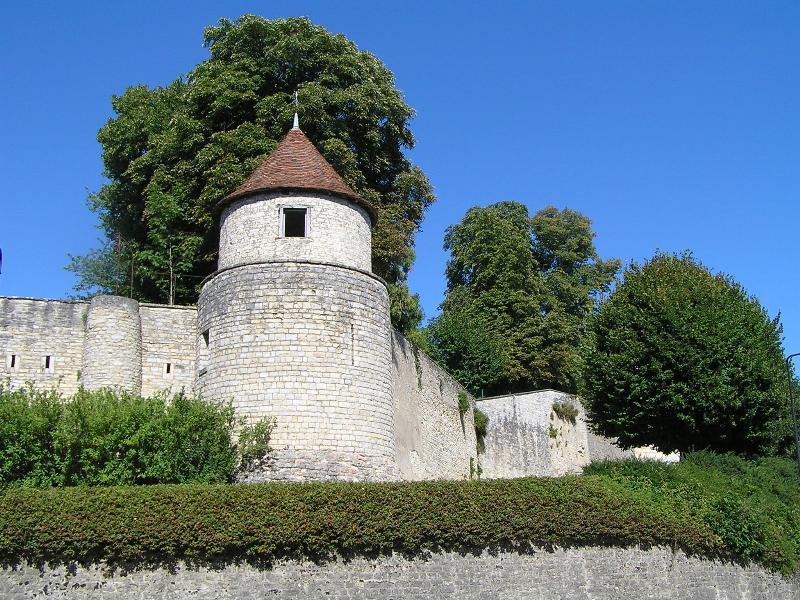
Walls and towers
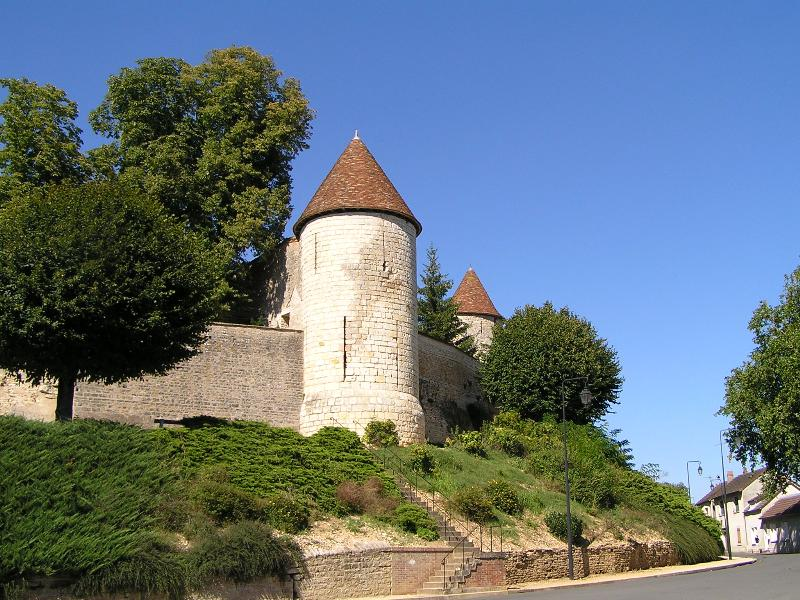
Fortifications
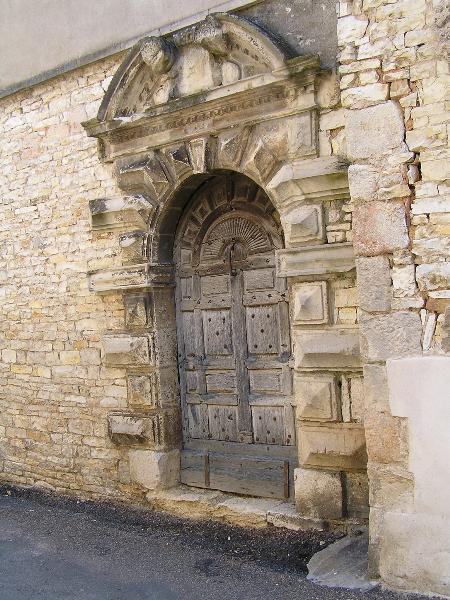
A gateway in the walls

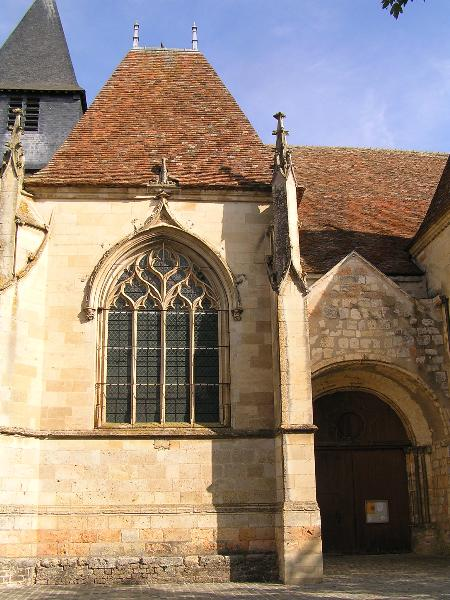
The church entrance
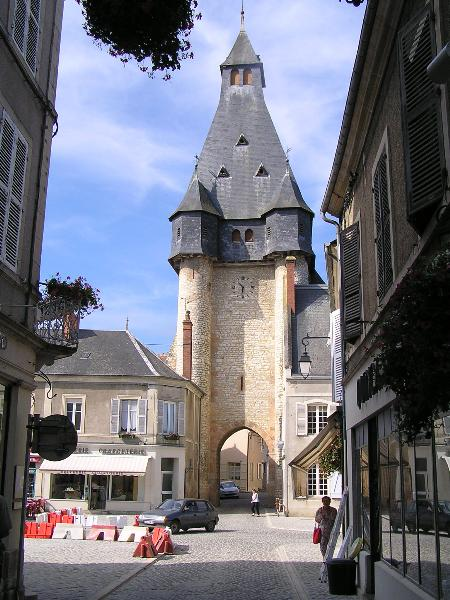
The bell tower
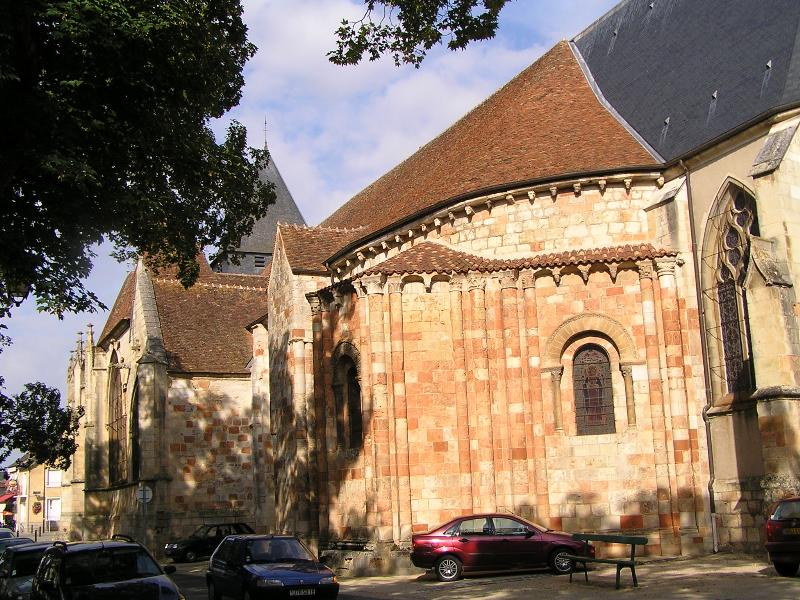
The church